# Aladdin (phim 2019)
Aladdin là phim điện ảnh nhạc kịch kỳ ảo của Mỹ do Guy Ritchie đạo diễn, từ phần kịch bản do anh thực hiện cùng với John August. Phim do hãng Walt Disney Pictures sản xuất và là phiên bản làm lại người đóng / CGI của tác phẩm hoạt hình cùng tên năm 1992 của Disney, vốn đều dựa trên truyện cổ tích Aladdin và cây đèn thần từ bộ Nghìn lẻ một đêm. Phim có sự tham gia diễn xuất của Mena Massoud, Will Smith, Naomi Scott, Marwan Kenzari, Navid Negahban, Nasim Pedrad, Billy Magnussen và Numan Acar, cùng sự góp giọng lồng tiếng của Alan Tudyk và Frank Welker. Tác phẩm cũng là lời tri ân tới Robin Williams, diễn viên lồng tiếng cho nhân vật Thần Đèn trong bộ phim hoạt hình gốc năm 1992. Nội dung của bộ phim theo chân Aladdin, một tên trộm đường phố phải lòng Công chúa Jasmine, kết bạn với Thần đèn và chiến đấu với Jafar độc ác.
Tháng 10 năm 2016, Disney xác nhận Ritchie sẽ ngồi ghế đạo diễn cho một dự án điện ảnh người đóng làm lại của Aladdin. Smith là thành viên đầu tiên của dàn diễn viên tham gia dự án khi ký hợp đồng đóng vai Genie vào tháng 7 năm 2017. Cuối tháng đó, cả Massoud và Scott cũng đều được xác nhận sẽ đảm nhiệm hai vai chính. Quá trình bấm máy của phim bắt đầu vào tháng 9 năm 2017 tại Longcross Studios ở Surrey, Anh. Công tác ghi hình cũng được thực hiện tại sa mạc Wadi Rum ở Jordan và kéo dài đến tháng 1 năm 2018. Một số cảnh quay bổ sung sau này được thực hiện vào tháng 8 năm 2018.
Aladdin được phát hành rạp tại Hoa Kỳ vào ngày 24 tháng 5 năm 2019. Cùng ngày, phim bắt đầu được khởi chiếu ở các cụm rạp ở Việt Nam. Phim thu về hơn 1 tỷ USD trên toàn thế giới, trở thành phim điện ảnh có doanh thu cao thứ chín trong năm 2019. Tác phẩm nhận về nhiều đánh giá trái chiều từ các nhà phê bình, với nhiều lời khen ngợi cho phần âm nhạc, thiết kế trang phục và diễn xuất của Smith, Massoud và Scott, nhưng lại gặp chỉ trích về phần chỉ đạo đạo diễn của Ritchie và hiệu ứng CGI của Genie. Một phần phim tiếp theo đang trong quá trình phát triển.

## Nội dung
Aladdin, một tên trộm đường phố ở thành phố Agrabah của Ả Rập, và con khỉ Abu của cậu gặp Công chúa Jasmine, người đã lẻn khỏi cuộc sống được che chở của cô trong cung điện. Jasmine mong muốn nối nghiệp cha mình với tư cách là Hoàng đế, nhưng thay vào đó, cô được cho là sẽ kết hôn với một trong những người cầu hôn hoàng gia của mình, bao gồm cả Hoàng tử Anders quyến rũ nhưng có đôi mắt mờ ảo. Jafar, đại tể tướng, âm mưu lật đổ Hoàng đế và tìm kiếm cây đèn thần ẩn trong Hang Thần Bí, nhưng chỉ có "một viên kim cương thô" mới có thể vào hang.
Con vẹt cưng của Jafar, Iago phát hiện Aladdin và Abu lẻn vào cung điện hoàng gia và đến thăm Jasmine. Aladdin sau đó bị bắt bởi Jafar. Hắn đề nghị làm cho Aladdin đủ giàu để gây ấn tượng với Jasmine để đổi lấy chiếc đèn, và cảnh báo anh không được lấy gì khác. Vào trong hang, Aladdin giải phóng một tấm thảm thần và tìm thấy chiếc đèn, nhưng Abu không thể cưỡng lại việc chạm vào một kho báu nào đó và khiến hang động sụp đổ. Aladdin đưa chiếc đèn cho Jafar, nhưng hắn lật lọng và đá anh và Abu vào hang, nhưng Abu đã cướp lại chiếc đèn.
Bị mắc kẹt trong hang động, Aladdin chà xát chiếc đèn, vô tình triệu tập Thần đèn toàn năng bên trong, người giải thích rằng anh ta có quyền ban cho Aladdin ba điều ước. Aladdin đưa họ ra khỏi hang mà không sử dụng điều ước về tính kỹ thuật: ngay từ đầu anh đã không chà xát chiếc đèn như khi nói điều ước. Quyết tâm thu hút Jasmine, cậu sử dụng điều ước đầu tiên chính thức của mình là trở thành hoàng tử, và hứa sẽ sử dụng điều ước thứ ba của mình để giải phóng Thần đèn khỏi sự nô lệ và biến anh ta thành con người.
Aladdin đến Agrabah một cách xa hoa với tư cách là Hoàng tử Ali của Ababwa, nhưng phải vật lộn để gây ấn tượng với Jasmine. Trong vai người phục vụ của Aladdin, Genie say mê với Dalia, cô hầu gái của Jasmine. Aladdin và Jasmine gắn bó với nhau khi anh đưa cô đi trên chiếc thảm thần. Bị lừa để tiết lộ danh tính thật của mình, anh ta nói dối cô, nói rằng anh thực sự là một hoàng tử và ăn mặc như một nông dân để khám phá Agrabah.
Jafar phát hiện ra danh tính của Aladdin và ném anh ta vào trong hào của cung điện, biết rằng nếu anh ta sống sót, điều đó chứng tỏ anh ta có cây đèn. Thần đèn cứu Aladdin, khiến anh mất điều ước thứ hai. Aladdin quay trở lại cung điện và phá vỡ cây trượng rắn hổ mang ma thuật của Jafar, kết thúc câu thần chú của mình đối với cha và tiết lộ âm mưu của hắn. Jafar sau đó bị bắt và bị giam trong ngục tối. Hoàng đế cho phép Aladdin kết hôn với Jasmine. Aladdin tiếp tục lời hứa của mình là sẽ giải thoát cho Thần đèn, cảm thấy không chắc chắn về việc có thể duy trì tính cách của mình mà không có anh ta. Nghi ngờ chủ nhân của mình muốn tiếp tục sống giả dối, Genie rút lui về phía ngọn đèn của mình trong thất vọng.
Được Iago giải thoát, Jafar đánh cắp chiếc đèn và trở thành chủ nhân mới của Thần đèn. Hắn ta sử dụng ước nguyện đầu tiên của mình để trở thành quốc vương, nhưng Jasmine nhắc nhở các vệ binh cung điện về lòng trung thành thực sự của họ, quay họ chống lại Jafar. Với mong muốn thứ hai là trở thành phù thủy quyền năng nhất thế giới, Jafar  đày Aladdin và Abu đến một vùng đất hoang lạnh giá, giam giữ những người bảo vệ cung điện và con hổ cưng của Jasmine là Rajah, sau đó đe dọa giết Hoàng đế và Dalia trừ khi Jasmine đồng ý kết hôn với anh ta. Tại đám cưới, Jasmine cướp chiếc đèn khỏi Jafar và nhảy xuống tấm thảm thần để trốn thoát cùng Aladdin và Abu, những người đã được cứu thoát khỏi vùng đất hoang lạnh giá bởi cùng một tấm thảm (Thần đèn đã gửi nó sau lưng Jafar). Bị truy đuổi bởi Iago, con vẹt mà Jafar trong một thời gian ngắn biến thành vẹt khổng lồ, và Jafar sử dụng một cơn bão và cát xoắn, Aladdin và Jasmine bị bắt lại và tấm thảm ma thuật bị phá hủy.
Aladdin chế nhạo Jafar vì là người nắm quyền thứ hai sau Thần đèn, khuyên hắn thực hiện điều ước cuối cùng của mình là trở thành "sinh vật mạnh nhất trong vũ trụ" mà Thần đèn bắt buộc, biến Jafar thành một thần đèn thậm chí còn mạnh hơn. Điều này nhốt Jafar bên trong chiếc đèn của chính mình, kéo Iago theo hắn ta, và Genie trục xuất chúng đến Hang Thần Bí. Abu giải cứu tấm thảm thần kỳ và Genie sửa chữa nó. Aladdin giữ lời hứa của mình và sử dụng điều ước cuối cùng của mình để giải phóng Thần đèn, cho phép ông ta sống như một con người. Hoàng đế phong tước vương miện cho Jasmine trở thành nữ vương mới - người cai trị, không còn ràng buộc phải kết hôn với hoàng tử, và cô ấy và Aladdin kết hôn. Genie kết hôn với Dalia và họ bắt đầu thành lập một gia đình và cùng nhau khám phá thế giới, trở thành người thủy thủ đang kể cho các con mình nghe câu chuyện về Aladdin ở đầu phim.

## Diễn viên
- Will Smith vai Genie / Mariner
- Mena Massoud vai Aladdin
- Naomi Scott vai Jasmine
- Marwan Kenzari vai Jafar
- Navid Negahban vai Hoàng đế
- Nasim Pedrad vai Dalia
- Billy Magnussen vai Hoàng từ Anders
- Numan Acar vai Hakim
- Alan Tudyk lồng tiếng vai Iago
- Frank Welker lồng tiếng vai Abu

Ngoài ra, Tayliah Blair và Jordan A. Nash lần lượt đóng vai con gái và con trai của Genie và Dalia là Lian và Omar. Ngoài ra, Robby Haynes đóng vai Razoul, một người bảo vệ cung điện. Nina Wadia vào vai Zulla, một thương nhân không ưa Aladdin. Wadia mô tả sự xuất hiện của cô trong phim "giống một vai khách mời hơn" vì các cảnh quay được bổ sung sau khi quá trình ghi hình kết thúc. Ngoài Abu, Welker còn lồng tiếng cho Động Kỳ quan, kẻ bảo vệ cây đèn thần khỏi những kẻ xâm nhập và chỉ trao cho người xứng đáng

## Sản xuất

### Quay phim
Quá trình quay phim chính diễn ra từ ngày 6 tháng 9 năm 2017 tại phim trường Longcross Studios ở Surrey, Anh và kết thúc vào ngày 24 tháng 1 năm 2018. Một phần của bộ phim được quay ở thung lũng Wadi Rum, Jordan. Ủy ban Điện ảnh Hoàng gia Jordan đã hỗ trợ trong quá trình quay phim và tạo điều kiện cho công tác hậu cần. Các buổi quay lại diễn ra vào tháng 8 năm 2018. Bối cảnh sản xuất trong phim trường được thiết kế bởi nhà thiết kế sản xuất Gemma Jackson, vốn được biết đến với các thành tựu từ dự án phim truyền hình Game of Thrones. Phân cảnh nhạc kịch "Hoàng tử Ali" sử dụng tới 1.000 vũ công. Smith thường xuyên ứng biến diễn xuất trong thời gian đóng phim. Massoud cũng tiết lộ có một phân cảnh khi Hoàng tử Ali và Genie gặp gỡ gia đình hoàng gia lần đầu tiên, cũng đều do dàn diễn viên tự ứng biến.

### Hậu kỳ
Phần kỹ xảo hình ảnh của bộ phim do công ty Industrial Light & Magic đảm nhiệm dưới sự giám sát của Michael Mullholland, Daniele Bigi và David Seager, với sự giúp đỡ của Hybride Technologies, DNEG, Nzviage và Proof.

### Âm nhạc
Alan Menken đã được mời đảm nhiệm công tác soạn nhạc cho Aladdin, trước đây ông cũng đảm nhiệm vai trò tương tự trong bộ phim hoạt hình gốc. Bộ đội Pasek và Paul cũng sáng tác một bài hát mới cùng với Menken. Một số bài hát từ bộ phim gốc của Menken, Howard Ashman và Tim Rice cũng xuất hiện trong phiên bản làm lại này. Album nhạc phim cho bộ phim cùng tên, được Walt Disney Records phát hành vào ngày 17 tháng 5 năm 2019. Nhạc phim có bản cover "A Whole New World" của Zayn Malik và Zhavia Ward, các bài hát từ bộ phim gốc, một bài hát mới được viết bởi nhà soạn nhạc của bộ phim gốc Alan Menken và Pasek &amp; Paul, và một bản nhạc do Menken sáng tác.

## Phát hành
Aladdin ra mắt công chúng tại Grand Rex ở Paris, Pháp vào ngày 8 tháng 5 năm 2019. Phim được hãng Walt Disney Studios Motion Pictures cho công chiếu dưới định dạng 3D, Dolby Cinema, IMAX 3D và 4DX vào ngày 24 tháng 5 năm 2019, thay thế ngày phát hành ban đầu vốn được xếp cho Star Wars: Skywalker trỗi dậy. Ban đầu Aladdin dự kiến được phát hành vào ngày 20 tháng 12 năm 2019, nhưng đến ngày 12 tháng 9 năm 2017, tác phẩm đã được dời lịch chiếu sang ngày 24 tháng 5 năm 2019.
Thị trường quốc tế đầu tiên công chiếu ra mắt Aladdin là Jordan vào ngày 13 tháng 5 năm 2019, với sự góp mặt của Hoàng tử Ali bin Hussein và Công chúa Rym Ali. Phim bắt đầu được khởi chiếu ở các cụm rạp ở Việt Nam vào ngày 24 tháng 5 năm 2019.

### Quảng bá
Will Smith đăng tải áp phích chính thức đầu tiên của Aladdin vào ngày 10 tháng 10 năm 2018. Đoạn teaser trailer cũng được cho ra mắt vào ngày hôm sau. Tháng 12 năm 2018, Entertainment Weekly đã đưa ra hình ảnh chính thức đầu tiên về dàn diễn viên trong trang phục nhân vật trên trang bìa phát hành của tạp chí, đồng thời nhận định tác phẩm là một trong những phim điện ảnh được mong đợi nhất năm 2019. Ngày 10 tháng 2 năm 2019, Disney đã ra mắt một đoạn giới thiệu đặc biệt của Aladdin tại Giải Grammy lần thứ 61, tuy nhiên màn giới thiệu này đã vấp phải nhiều phản hồi tiêu cực từ phía khán giả khi cho rằng kỹ xảo CGI của nhân vật Genie trong thiết kế màu xanh lam không đạt đủ chất lượng. Các phản hồi tiêu cực đã tạo ra phong trào chế ảnh meme và các bản chỉnh sửa Photoshop chế nhạo vẻ bề ngoài của Will Smith trong đoạn phim giới thiệu. Ngày 12 tháng 3 năm 2019, Disney cho ra mắt đoạn giới thiệu thứ hai trên chương trình Good Morning America. Đoạn giới thiệu này được phản hồi tích cực hơn so với đoạn trước vì nó có một số bài hát từ bộ phim gốc và nhiều phân cảnh của Smith không sử dụng CGI. Các cảnh có sử dụng CGI của anh cũng nhận được nhiều sự chú ý hơn, dù vẫn bị một số nhà phê bình chỉ trích khi phim chính thức ra mắt.

### Phương tiện tại gia
Aladdin được phát hành dưới định dạng phim số Digital HD vào ngày 27 tháng 8 năm 2019 và được ra mắt dưới các định dạng đĩa vật lý Ultra HD Blu-ray, Blu-ray, và DVD vào ngày 10 tháng 9. Aladdin cũng được ra mắt trên nền tảng xem phim trực tuyến Disney+ vào ngày 8 tháng 1 năm 2020.

## Đón nhận

### Doanh thu phòng vé
Aladdin thu về 356,6 triệu USD chỉ tính riêng tại thị trường Mỹ và Canada và 695,1 triệu USD tại các quốc gia và vùng lãnh thổ khác, đưa tổng mức doanh thu toàn cầu lên tới 1,051 tỷ USD, so với kinh phí sản xuất bộ phim là 183 triệu USD. Bộ phim đã vượt mốc 1 tỷ USD vào ngày 26 tháng 7 năm 2019, trở thành phim điện ảnh thứ 41 từng đạt được cột mốc này. Deadline Hollywood ước tính lợi nhuận ròng của bộ phim là 356 triệu USD, sau khi tổng hợp số liệu từ doanh thu và các khoản chi.
Tại thị trường Mỹ và Canada, Aladdin được phát hành cùng thời điểm với Booksmart và Đứa con của bóng tối, dự kiến thu về 80 triệu USD từ 4.476 rạp chiếu phim trong bốn ngày cuối tuần ra mắt trùng với Lễ Chiến sĩ trận vong. Trong khi Disney dự kiến tác phẩm sẽ ra mắt với doanh thu từ 75–85 triệu USD, thì một số trang theo dõi độc lập lại cho rằng doanh thu mở màn phim sẽ vào mức thấp nhất là 65 triệu USD và cao nhất là 100 triệu USD. Phim thu về 31 triệu USD trong ngày đầu tiên công chiếu, bao gồm 7 triệu USD thu về từ suất chiếu sớm đêm thứ Năm, là số liệu cao thứ hai trong số các phim người đóng làm lại của Disney. Sau ba ngày cuối tuần ra mắt, tác phẩm thu về 91,5 triệu USD, và 116,8 triệu USD sau bốn ngày cuối tuần nếu tính cả ngày Lễ Chiến sĩ trận vong. Aladdin trở thành phim có doanh thu ra mắt cao thứ ba của năm 2019 tại thời điểm đó, đứng sau Avengers: Hồi kết và Đại úy Marvel, đồng thời cũng là phim điện ảnh ra mắt dịp Lễ Chiến sĩ trận vong cao thứ năm từ trước đến nay, và là lần ra mắt phim tốt nhất trong sự nghiệp của Ritchie. Sau đó, Aladdin đã thu về 11,9 triệu USD vào ngày thứ năm công chiếu, con số cao nhất cho doanh thu của một phim điện ảnh trong ngày thứ Ba liền sau ngày Lễ Chiến sĩ trận vong. Phim thu về  42,3 triệu USD trong dịp cuối tuần thứ hai công chiếu, về thứ hai trên bảng xếp hạng doanh thu phòng vé, xếp sau tân binh Chúa tể Godzilla. Tới dịp cuối tuần thứ ba, tác phẩm thu về 24,7 triệu USD và giữ vị trí thứ ba về doanh thu phòng vé tuần. Tác phẩm tiếp tục giữ vững vị trí thứ ba tại phòng vé trong dịp cuối tuần thứ tư và thứ năm với doanh thu lần lượt là 17,3 triệu USD và 13,2 triệu USD.
Tại thị trường quốc tế, Aladdin dự kiến thu về thêm 100–120 triệu USD, trong đó bao gồm 10–20 triệu USD ở thị trường Trung Quốc sau ba ngày công chiếu ra mắt. Thực tế, phim đạt tổng doanh thu 123,2 triệu USD từ thị trường quốc tế trong ba ngày cuối tuần công chiếu, với tổng doanh thu ra mắt toàn cầu là 214,7 triệu USD. Phim giữ vị trí quán quân phòng vé ở mọi quốc gia thuộc Mỹ Latinh và Châu Á nơi phim được công chiếu. Doanh thu ra mắt quốc tế lớn nhất của phim được ghi nhận tại các thị trường Trung Quốc (18,7 triệu USD), Mexico (9,2 triệu USD), Anh Quốc (8,4 triệu USD), Ý (6,6 triệu USD) và Hàn Quốc (6,5 triệu USD). Tác phẩm cũng trở thành phim điện ảnh có doanh thu mở màn cao thứ hai trong năm 2019 tại Ý, Tây Ban Nha, Indonesia và Việt Nam. Ở Ấn Độ, Aladdin ra mắt với doanh thu 3,4 triệu USD, trở thành phim ngoại có doanh thu mở màn cao nhất thứ ba trong năm, sau Avengers: Hồi kết và Đại úy Marvel. Đến hết ngày thứ Hai, tác phẩm đã đạt doanh thu 255 triệu USD trong 4 ngày ra mắt toàn cầu. Trong dịp cuối tuần thứ hai công chiếu quốc tế, bộ phim đã kiếm được 78,3 triệu USD từ 54 quốc gia, giữ vị trí á quân phòng vé tại 32 quốc gia trong số đó. Trong dịp cuối tuần công chiếu quốc tế thứ tư, Aladdin vẫn giữ vị trí dẫn đầu phòng vé tại 20 quốc gia. Tới cuối tháng 6 năm 2019, tác phẩm đã vượt qua Independence Day (1996) để trở thành phim điện ảnh có doanh thu cao nhất trong sự nghiệp của Will Smith. Năm thị trường quốc tế có doanh thu tốt nhất của Aladdin là Nhật Bản (110,1 triệu USD), Hàn Quốc (90,4 triệu USD), Trung Quốc (53,5 triệu USD), Anh Quốc (46,4 triệu USD) và México (32,5 triệu USD).

### Đánh giá chuyên môn
Trên hệ thống tổng hợp kết quả đánh giá Rotten Tomatoes, phim nhận được 57% lượng đồng thuận dựa theo 379 bài đánh giá, với điểm trung bình là 5,9/10. Các chuyên gia của trang web nhất trí rằng, "Aladdin kể lại câu chuyện cổ tích bằng bối cảnh và kỹ thuật hoành tráng, dù vậy tác phẩm vẫn không thể tiếp cận được vẻ lộng lẫy của bản hoạt hình nguyên tác." Trên trang Metacritic, phần phim đạt số điểm 53 trên 100, dựa trên 50 nhận xét, chủ yếu là những ý kiến trái chiều." Lượt bình chọn của khán giả trên trang thống kê CinemaScore cho phần phim điểm "A" trên thang từ A+ đến F, trong khi đó trang PostTrak cho biết 90% số khán giả cho phim phản hồi tích cực, cùng với đánh giá 4,5 trên 5 sao.
Bình luận cho Chicago Sun-Times, Richard Roeper cho bộ phim 3 trên 4 sao, dành nhiều lời khen ngợi cho diễn xuất của Smith, Scott và Massoud, đồng thời gọi bộ phim là "bản phim người đóng rực rỡ và lung linh." Peter Debruge của Variety thì tổng kết bài đánh giá của mình với lời bình: "Will Smith đã bước vào đôi giày của Robin Williams, mang đến một phong thái mới mẻ cho vai diễn Genie trong phiên bản làm lại người đóng đầy rủi ro của Guy Ritchie." Nhưng anh đồng thời cũng chỉ trích diễn xuất của Kenzari trong vai Jafar: "Nam diễn viên người Hà Lan Marwan Kenzari có thể là một hình tượng đầy đẹp trai thay thế cho nhân vật trong phiên bản hoạt hình, với bộ ria bút chì và đôi mắt của Sophia Loren, nhưng anh ta không đủ hiểm ác để cho chúng ta thấy được một mối đe dọa." Yevgeniy Peklo khi viết cho Mir Fantastiki đã chấm bộ phim số điểm 8/10, nhận định tác phẩm này "có lẽ là phiên bản làm lại người đóng hay nhất của Disney từ trước đến nay."
Mặc dù dành nhiều lời khen ngợi tới dàn diễn viên, William Bibbiani của TheWrap lại nói về tác phẩm: "Nếu bạn không nghĩ quá nhiều về nó (mặc dù có lẽ bạn nên làm như vậy), thì phiên bản làm lại của Aladdin có thể sẽ giúp bạn giải trí. Nhưng bạn cũng sẽ thấy giải trí hơn rất nhiều nếu xem lại bộ phim gốc." Chris Nashawaty của Entertainment Weekly chấm cho Aladdin điểm C+, than thở rằng tác phẩm không hề bổ sung thêm những yếu tố mới mẻ nào so với phần phim hoạt hình tiền nhiệm năm 1992. Mark Kennedy của Associated Press thì viết rằng, "Guy Ritchie... luôn là một lựa chọn kỳ quặc khi ngồi ghế đạo diễn cho một dự án nhạc kịch lãng mạn lớn của Disney [...]. Aladdin dưới bàn tay của anh, giống với Xác ướp hơn là Nữ hoàng băng giá."

### Giải thưởng
| Giải thưởng                                    | Ngày                 | Hạng mục                                                                 | Đề cử                                                                   | Kết quả   | Nguồn  |
| ---------------------------------------------- | -------------------- | ------------------------------------------------------------------------ | ----------------------------------------------------------------------- | --------- | ------ |
| Giải Teen Choice                               | 11 tháng 8 năm 2019  | Lựa chọn phim điện ảnh – Khoa học viễn tưởng/kỳ ảo                       | Aladdin                                                                 | Đoạt giải | [ 73 ] |
| Giải Teen Choice                               | 11 tháng 8 năm 2019  | Lựa chọn nam diễn viên chính phim khoa học viến tưởng/kỳ ảo              | Will Smith                                                              | Đoạt giải | [ 73 ] |
| Giải Teen Choice                               | 11 tháng 8 năm 2019  | Lựa chọn nam diễn viên chính phim khoa học viến tưởng/kỳ ảo              | Mena Massoud                                                            | Đề cử     | [ 73 ] |
| Giải Teen Choice                               | 11 tháng 8 năm 2019  | Lựa chọn nữ diễn viên chính phim khoa học viến tưởng/kỳ ảo               | Naomi Scott                                                             | Đoạt giải | [ 73 ] |
| Giải Teen Choice                               | 11 tháng 8 năm 2019  | Lựa chọn phản diện điện ảnh                                              | Marwan Kenzari                                                          | Đề cử     | [ 73 ] |
| Giải Teen Choice                               | 11 tháng 8 năm 2019  | Lựa chọn bài hát trong phim điện ảnh                                     | "A Whole New World (End Title)"                                         | Đoạt giải | [ 73 ] |
| Giải Sao Thổ                                   | 13 tháng 9 năm 2019  | Phim kỳ ảo hay nhất                                                      | Aladdin                                                                 | Đề cử     | [ 74 ] |
| Giải Sao Thổ                                   | 13 tháng 9 năm 2019  | Nam diễn viên phụ xuất sắc nhất                                          | Will Smith                                                              | Đề cử     | [ 74 ] |
| Giải Sao Thổ                                   | 13 tháng 9 năm 2019  | Nữ diễn viên phụ xuất sắc nhất                                           | Naomi Scott                                                             | Đề cử     | [ 74 ] |
| Giải Sao Thổ                                   | 13 tháng 9 năm 2019  | Đạo diễn xuất sắc nhất                                                   | Guy Ritchie                                                             | Đề cử     | [ 74 ] |
| Giải Sao Thổ                                   | 13 tháng 9 năm 2019  | Thiết kế sản xuất xuất sắc nhất                                          | Gemma Jackson                                                           | Đề cử     | [ 74 ] |
| Giải Sao Thổ                                   | 13 tháng 9 năm 2019  | Dựng phim xuất sắc nhất                                                  | James Herbert                                                           | Đề cử     | [ 74 ] |
| Giải Sao Thổ                                   | 13 tháng 9 năm 2019  | Nhạc phim hay nhất                                                       | Alan Menken                                                             | Đề cử     | [ 74 ] |
| Giải Sao Thổ                                   | 13 tháng 9 năm 2019  | Thiết kế phục trang xuất sắc nhất                                        | Michael Wilkinson                                                       | Đoạt giải | [ 74 ] |
| Giải Sao Thổ                                   | 13 tháng 9 năm 2019  | Hiệu ứng hình ảnh xuất sắc nhất                                          | Aladdin                                                                 | Đề cử     | [ 74 ] |
| Giải People's Choice                           | 10 tháng 11 năm 2019 | Phim gia đình của năm 2019                                               | Aladdin                                                                 | Đoạt giải | [ 75 ] |
| Giải People's Choice                           | 10 tháng 11 năm 2019 | Nam ngôi sao điện ảnh của năm 2019                                       | Will Smith                                                              | Đề cử     | [ 75 ] |
| Giải Hollywood Music in Media                  | 20 tháng 11 năm 2019 | Bài hát gốc xuất sắc nhất – Phim điện ảnh                                | "Speechless" – Alan Menken, Benj Pasek và Justin Paul                   | Đề cử     | [ 76 ] |
| Giải Điện ảnh và Truyền hình Quốc gia          | 3 tháng 12 năm 2019  | Nam diễn viên chính xuất sắc nhất                                        | Will Smith                                                              | Đề cử     | [ 77 ] |
| Giải Điện ảnh và Truyền hình Quốc gia          | 3 tháng 12 năm 2019  | Nam diễn viên chính xuất sắc nhất                                        | Mena Massoud                                                            | Đề cử     | [ 77 ] |
| Giải Điện ảnh và Truyền hình Quốc gia          | 3 tháng 12 năm 2019  | Diễn viên mới xuất sắc nhất                                              | Mena Massoud                                                            | Đề cử     | [ 77 ] |
| Giải Điện ảnh và Truyền hình Quốc gia          | 3 tháng 12 năm 2019  | Nữ diễn viên chính xuất sắc nhất                                         | Naomi Scott                                                             | Đề cử     | [ 77 ] |
| Giải Điện ảnh và Truyền hình Quốc gia          | 3 tháng 12 năm 2019  | Nữ diễn viên phụ xuất sắc nhất                                           | Naomi Scott                                                             | Đề cử     | [ 77 ] |
| Giải Điện ảnh và Truyền hình Quốc gia          | 3 tháng 12 năm 2019  | Đạo diễn                                                                 | Guy Ritchie                                                             | Đề cử     | [ 77 ] |
| Hiệp hội phê bình phim Austin                  | 6 tháng 1 năm 2020   | Trình diễn ghi hình chuyển động/hiệu ứng hình ảnh xuất sắc nhất          | Will Smith                                                              | Đề cử     | [ 78 ] |
| Giải Critics' Choice                           | 12 tháng 1 năm 2020  | Ca khúc trong phim hay nhất                                              | "Speechless" – Alan Menken, Benj Pasek và Justin Paul                   | Đề cử     | [ 79 ] |
| Giải thưởng của Hiệp hội thiết kế phục trang   | 28 tháng 1 năm 2020  | Xuất sắc trong phim điện ảnh kỳ ảo                                       | Michael Wilkinson                                                       | Đề cử     | [ 80 ] |
| Giải thưởng của Hiệp hội hiệu ứng hình ảnh     | 29 tháng 1 năm 2020  | Môi trường nhân tạo đột phá trong phim điện ảnh người đóng               | Daniel Schmid, Falk Boje, Stanislaw Marek, Kevin George ("cho Agrabah") | Đề cử     | [ 81 ] |
| Giải thưởng của Hiệp hội hiệu ứng hình ảnh     | 29 tháng 1 năm 2020  | Hiệu ứng hình ảnh đột phá trong dự án điện ảnh người đóng hoặc hoạt hình | Mark Holt, Jay Mallet, Will Wyatt, Dickon Mitchell (cho "Thảm bay")     | Đề cử     | [ 81 ] |
| Giải thưởng của Nghiệp đoàn chỉ đạo nghệ thuật | 1 tháng 2 năm 2020   | Xuất sắc trong thiết kế sản xuất trong phim điện ảnh kỳ ảo               | Gemma Jackson                                                           | Đề cử     | [ 82 ] |
| Giải Mâm xôi vàng                              | 16 tháng 3 năm 2020  | The Razzie Redeemer Award                                                | Will Smith                                                              | Đề cử     | [ 83 ] |
| Giải thưởng Âm nhạc Billboard                  | 14 tháng 10 năm 2020 | Nhạc phim xuất sắc nhất                                                  | Aladdin: Original Motion Picture Soundtrack                             | Đề cử     | [ 84 ] |